# Parvoscincus tagapayo
Espèce
Synonymes
- Sphenomorphus tagapayo Brown, McGuire, Ferner & Alcala, 1999

Statut de conservation UICN

 NT  : Quasi menacé
Parvoscincus tagapayo est une espèce de sauriens de la famille des Scincidae.

## Répartition

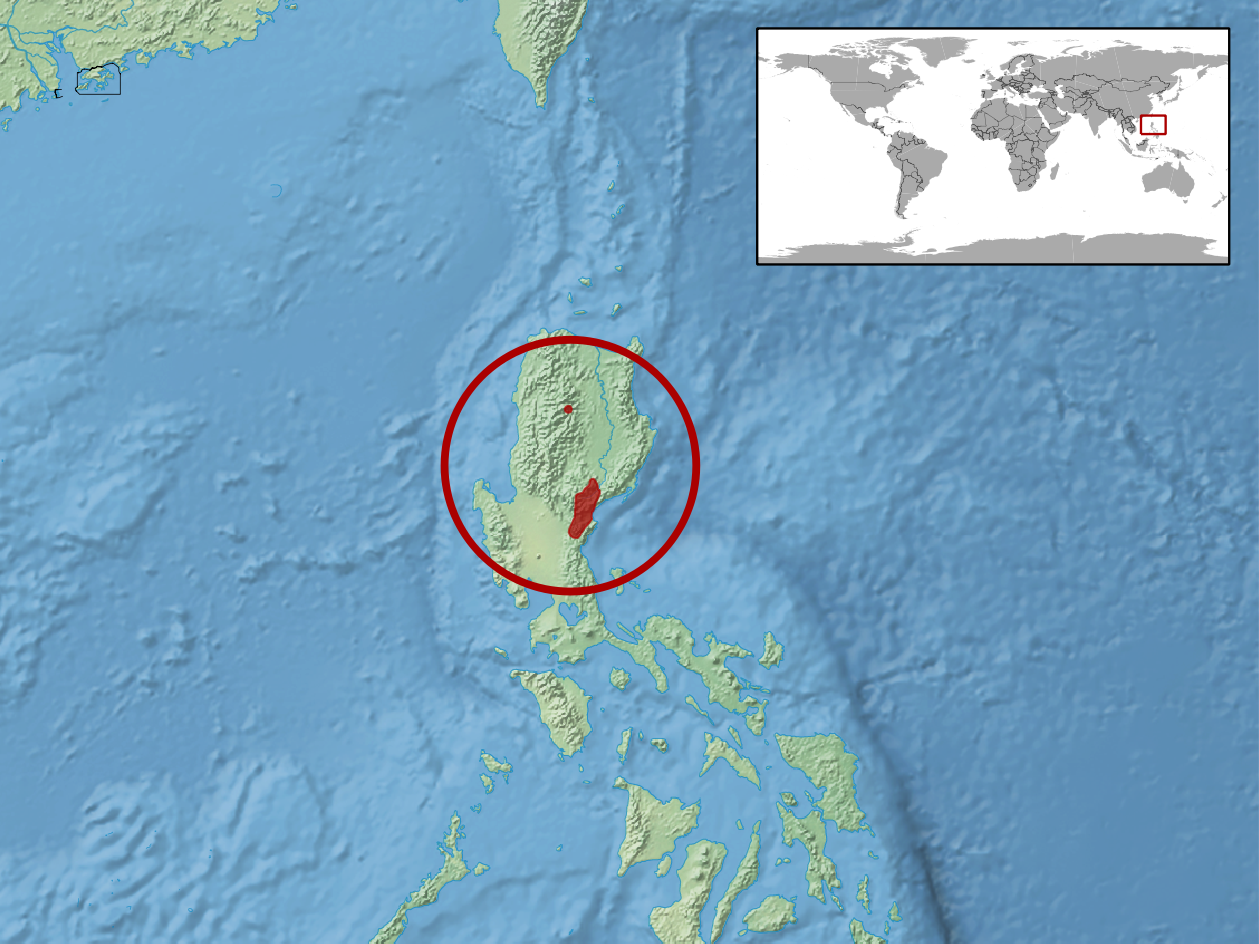
Répartition de l'espèce.

Cette espèce est endémique de la province d'Aurora sur l'île de Luçon aux Philippines.

## Étymologie
Le nom spécifique tagapayo vient du tagalog tagapayo, un ami sage et digne de confiance, un conseiller ou un mentor, en référence à Walter Creighton Brown.

## Publication originale
- Brown, McGuire, Ferner & Alcala, 1999 : New species of diminutive scincid lizard (Squamata: Lygosominae: Sphenomorphus) from Luzon Island, Republic of the Philippines. Copeia, vol. 1999, no 2, p. 362-370.